# دابلیوبی ورانکلاسیک آکوا پروتکت
دابلیوبی ورانکلاسیک آکوا پروتکت (انگلیسی: WB Veranclassic Aqua Protect) یک تیم دوچرخه‌سواری در بلژیک است.
این تیم که در سال ۲۰۱۱ تأسیس شده در در تورهای قاره‌ای دوچرخه‌سواری شرکت میکند.